# Атлантический скат-бабочка
Атлантический скат-бабочка (Gymnura altavela  (лат.)) — вид рода скатов-бабочек семейства гимнуровых отряда хвостоколообразных. Эти скаты обитают в субтропических водах Атлантического океана. Встречаются на прибрежном мелководье на глубине до 100 м. Грудные плавники скатов-бабочек образуют диск ширина которого намного превосходит длину. Максимальный зарегистрированный размах «крыльев» 2,2 м. Окраска дорсальной поверхности диска тёмно-коричневого цвета иногда с светлыми или тёмными пятнами. Кожа взрослых скатов неравномерно покрыта чешуёй.  Позади глаз расположены брызгальца, края которых покрыты щупальцеобразными выступами. Атлантические скаты-бабочки ведут донный образ жизни. Они питаются костистыми рыбами, ракообразными и прочими беспозвоночными. Размножение происходит путём яйцеживорождения. Эмбрионы развиваются в утробе матери, питаясь желтком и гистотрофом.. Атлантические скаты-бабочки представляют интерес для коммерческого промысла, их мясо используют в пищу. За последние 10 лет численность популяции снизилась на 
30 %.

## Таксономия
Впервые новый вид был описан Карлом Линнеем в 1758 году как Pteroplatea binotata.  

## Ареал
Атлантические скаты-бабочки обитают в Атлантическом океане в субтропических и тёплых умеренных водах. В Западной Атлантике они встречаются от Массачусетса до побережья провинции Буэнос-Айрес, Аргентина. В Мексиканском заливе они попадаются редко, зато более распространены в эстуариях вдоль побережья Вирджинии. В Восточной Атлантике этих скатов можно встретить от вод Португалии до Амбриша, Ангола, включая Средиземное и Чёрное моря, Мадейру и Канарские острова. Эти донные рыбы обитают в мелких солоноватых прибрежных водах на мягком песчаном или илистом дне на глубине от 10 до 100 м, они предпочитают песчаное и илистое дно. В целом атлантические скаты-бабочки немногочисленны, но в некоторых наиболее подходящих для них местах попадаются чаще. Наблюдается сегрегация по полу, самки обычно держатся на глубине и приплывают на мелководье для размножения.

## Описание
Грудные плавники атлантических скатов-бабочек вытянуты в виде широких «крыльев», размах которых намного превосходит  длину диска. Они сливаются, образуя ромбовидный диск. Рыло короткое и широкое с выступающим кончиком. Передний край диска изогнут. Позади глаз имеются крупные брызгальца с щупальцеобразными отростками по краям. На вентральной стороне диска находятся довольно крупный изогнутый рот, ноздри и 5 пар жаберных щелей. Ноздри и рот сдвинуты близко друг к другу. Во рту насчитывается 98—138 верхних и 78—110 нижних зубных рядов, которые занимают 70 % площади челюстей. Зубы мелкие, узкие и заострённые. Брюшные плавники маленькие и закруглённые.
Хвост тонкий и короткий, его длина не превышает 1/4 длины диска. Хвостовой, анальный и спинные плавники отсутствуют. На конце хвостового стебля имеются дорсальный и вентральный гребни. У основания хвостового стебля на дорсальной поверхности расположен один или более шип. У неполовозрелых скатов кожа голая, а у взрослых в центральной части диска имеются области, покрытые чешуёй. Окраска дорсальной поверхности диска тёмно-коричневого цвета иногда с светлыми и тёмными пятнами, образующими мраморный узор. У молодых атлантических скатов-бабочк хвост покрыт чередующимися бледными чёрными и белыми полосами. Вентральная поверхность диска белая. Максимальный зарегистрированная ширина диска 2,2 м, а по другим данным 4 м. Максимальный зафиксированный вес 60 кг.

## Биология
Подобно прочим хвостоколообразным атлантические скаты-бабочки размножаются яйцеживорождением. Эмбрионы развиваются в утробе матери, питаясь желтком и гистотрофом. У самок имеется один функциональный яичник (слева) и две матки. Самки приносят потомство ежегодно. Беременность длится 4—9 месяцев. Максимальная численность помёте зависит от места обитания: в Мексиканском заливе она равна 4, в Средиземном море 6, у побережья Бразилии 5, а в северо-западной Атлантике 8. Длина новорожденных 38—44 см. Их размер обратно пропорционален количеству эмбрионов в каждой матке. Они представляют собой миниатюрную копию взрослого ската, лишённую шипа. В западной части Атлантического океана самцы и самки достигают половой зрелости при длине 78 и 108 см, а в восточной — 102 и 155 см соответственно. Самки позже самцов становятся половозрелыми и достигают в целом более крупных размеров. 
Атлантические скаты-бабочки используют шип, расположенный на хвостовом стебле для защиты. В западной Атлантике они охотятся на костистых рыб, в первую очередь сребробрюшковых, мелких акул и кальмаров. У берегов Туниса атлантические скаты-бабочки питаются ракообразными, костистыми рыбами, головоногими, двустворчатыми и брюхоногими (перечислено в порядке убывания важности компонента в рационе). По мере роста скатов доля костистых рыб в их рационе увеличивается. Будучи активными хищниками скаты-бабочки медленно подплывают к добыче, затем резко оборачиваются вокруг неё и бьют передним краем грудных плавников. Мощные красные мышцы грудных плавников позволяют нанести сильный удар и оглушить жертву перед поимкой. 
В свою очередь атлантические скаты-бабочки могут стать добычей крупных рыб, например гигантской акулы-молота, и морских млекопитающих. В северо-западной части Атлантического океана чрезмерный вылов крупных акул привёл к увеличению численности атлантических скатов-бабочек и прочих хищников средней ниши. На этом виде скатов паразитируют ленточные черви Anthobothrium altavelae and Pterobothrioides petterae и моногенеи Heteronchocotyle gymnurae.

## Взаимодействие с человеком
Атлантические скаты-бабочки обычно не представляют опасности для человека, однако, если на них случайно наступить, они могут нанести болезненный укол хвостовым шипом. В некоторых местах они представляют интерес для рыболовов-любителей. Их мясо высоко ценится, они являются объектом коммерческого и кустарного промысла по всему ареалу за исключением вод США, где их не промышляют. В юго-западной Атлантике их ловят тралами, неводами и на крючок. У южного побережья Бразилии с 1982 года численность популяции атлантических скатов-бабочек сократилась на 99 % из-за круглогодичного лова. Международный союз охраны природы присвоил этому виду статус «Уязвимый».